# Алескеров, Сулейман Агабаба оглы
Сулейман Агабаба оглы Алескеров (азерб. Süleyman Ağababa oğlu Ələsgərov ; 20 июня 1915, Баку — 10 декабря 1998, там же) — азербайджанский и советский актёр театра, кино и озвучания. Заслуженный артист Азербайджанской ССР (1954). Народный артист Азербайджанской ССР (1982).

## Биография
Окончил семилетку, позже — финансовый техникум, затем три года обучался в Азербайджанском государственном медицинском институте.
Дебютировал на сцене драматического кружка Дома культуры моряков в 1933 году. В сентябре 1936 года был принят актёром в Азербайджанский театр юного зрителя имени М. Горького, где проработал до смерти.
Снимался в кино.

## Избранные театральные роли
Играл в пьесах мировой классики, советских и азербайджанских авторов: Мольер, Шекспир, Гоголь, Виктор Гюго, Юджин Шварц, Этель Войнич, Гольдони, Николай Островский, Юсиф Азимзаде, Акрам Айлисли, Мирмехди Сеидзаде, Джалил Мамедгулузаде и др.

## Избранная фильмография
- 1992 — Исповедь — Ахунд Али
- 1990 — Свидетельница
- 1988 — Больше 40° градусов в тени — Мирали
- 1986 — Астана — отец
- 1984 — Старый причал
- 1982 — Деловая поездка — эпизод
- 1981 — Дополнительный след — эпизод
- 1981 — Послезавтра, в полночь — крестьянин
- 1981 — Дедушка дедушки нашего дедушки — профессор (дублировал С.Яковлев)
- 1979 — Чудак — эпизод (нет в титрах)
- 1979 — Простите нас — дядя Адиль
- 1979 — Бабек — эпизод
- 1978 — Дачный домик для одной семьи
- 1977 — Иду на вулкан — эпизод
- 1974 — В Баку дуют ветры — Агаев
- 1972 — Я вырос у моря — Юсифов
- 1972 — Фламинго, розовая птица — крестьянин
- 1970 — Ищите девушку — эпизод
- 1970 — Генерал (короткометражный)
- 1969 — Я помню тебя, учитель — учитель Джабиш (дублировал Артём Карапетян)
- 1967 — Поединок в горах — майор Поладов (дублировал Геннадий Юдин)
- 1966 — Следствие продолжается — отец Селима
- 1955 — Любимая песня — эпизод
- 1955 — Бахтияр

## Дубляж
- Я буду танцевать (1962)
- Есть и такой остров (1963)
- Непокорённый батальон (1965)
- Двадцать шесть бакинских комиссаров (1965)
- Земля. Море. Огонь. Небо (1967)
- Человек бросает якорь (1967)
- Последняя ночь детства (1968)
- В этом южном городе (1969)
- Твой первый час (1973)

## Награды
- Заслуженный артист Азербайджанской ССР (1954).
- Народный артист Азербайджанской ССР (1982).
- Почётная грамота Азербайджанской Республики (1991)[1].
- Премия Ленинского комсомола Азербайджанской ССР.